# Monastère Saint-Clément de Reglella
Pour les articles homonymes, voir église Saint-Clément.
Le monastère Saint-Clément de Reglella, ou de Régleille, est un ancien monastère roman en ruines située au lieu-dit Reglella, à Ille-sur-Têt, dans le département français des Pyrénées-Orientales.

## Localisation
Les ruines du monastère Saint-Clément de Reglella se trouvent à Ille-sur-Têt, dans l'actuel département français des Pyrénées-Orientales. Il est situé à environ 1,5 km du village d'Ille, dans la vallée du fleuve Têt. Une petite route y mène.

## Histoire
Le monastère est fondé au début du IXe siècle, probablement par des religieux fuyant l'Espagne musulmane. Il est mentionné en 844 dans un précepte d'immunité de Charles le Chauve, dans lequel la petite taille du monastère est déjà relevée (emploi du diminutif cellula au lieu du mot cella qui désigne en latin un lieu sacré). Le monastère ne peut se développer et devient une église paroissiale dépendant du monastère Saint-André-de-Sorède (état confirmé par un acte de 1121). Au XIIIe siècle, l'édifice est doté d'une tour crénelée. L'église est également renforcée d'une enceinte fortifiée. 
L'ancien monastère, en partie ruiné, est inscrit comme monument historique en 1993.

## Architecture
L'édifice, dans son état actuel, est constitué de vestiges de murs d'enceinte protégeant une église, orientée ouest-est composée d'une nef unique et d'une abside semi-circulaire surmontée d'une tour crénelée. L'appareil est constitué de galets et de mortier. Les joints employés sont de deux types, l'un étant courant dans les constructions du XIe siècle, l'autre pouvant indiquer le XIIe siècle.